# 伊龍科約
伊龍科約是玻利維亞的城鎮，位於該國中西部，由科恰班巴省負責管轄，距離首府科恰班巴17公里，海拔高度2,607米，每年平均降雨量約450毫米，2012年人口6,762。

## 外部連結
- Map of the Quillacollo Province
- Cochabamba Travel Guide （页面存档备份，存于）
- Weather in Cochabamba （页面存档备份，存于）

- www.ine.gov.bo